# Il silenzio dei rapiti
Il silenzio dei rapiti (A Maiden's Grave) è un romanzo thriller di Jeffrey Deaver pubblicato nel 1995.

## Trama
Durante una gita scolastica uno scuola-bus viene preso in ostaggio da tre criminali evasi, che portano tutti coloro che sono nello scuola-bus in un macabro mattatoio. Le bambine e la insegnanti sono tutte sordomute tranne la più anziana, che invece riesce a sentire e a parlare. É chiamato un negoziatore dell'FBI, Arthur Potter, per discutere il rilascio delle ragazze, ma non ottiene l'effetto sperato e il capo tra i tre criminali minaccia di uccidere una delle bambine a ogni ora. L'agente ha solo dodici ore per convincerlo a lasciare andare gli ostaggi. Ma dall'interno arriva un aiuto insperato; Melanie, una delle insegnanti, prova ad aiutare gli agenti.

## Edizioni
- Jeffery Deaver, Il silenzio dei rapiti, Sonzogno, 2001, ISBN 88-454-2003-5.